# 保安通信協会
一般財団法人保安通信協会（ほあんつうしんきょうかい）は、ぱちんこ（パチンコ）、回胴式遊技機（パチスロ）、アレンジボール、雀球といった第4号営業店（パチンコ店）に設置される遊技機全般の型式試験を主な業務として、風俗営業等の規制及び業務の適正化等に関する法律第20条第5項の規定に基づく、国家公安委員会の指定試験機関である。通称は、保通協（ほつうきょう）。

## 歴史
1982年5月に「財団法人保安電子通信技術協会」として設立した。1985年2月、国家公安委員会公示第3号に従い、国家公安委員会から遊技機試験及び型式試験の指定試験機関として指定を受け、試験業務開始した。2012年4月、「財団法人保安電子通信技術協会」から「一般財団法人保安通信協会」に改組・改称した。

## 業務

### 型式試験業務
遊技機メーカーより提出された書類および実射試験にて、遊技機が規定上の条件を満たしているかどうかを都道府県公安委員会の委託を受けて型式試験を行う機関（指定試験機関）である。遊技機のスペックはこの試験に通るか否かで決まる。
遊技機が世に出るまでには、おおまかに
1. 遊技機メーカーが指定試験機関に試験を申請
2. 不可であれば1.に戻る
3. 各都道府県の公安委員会の検定を受ける
4. 台がホールに設置され、ホール所轄の警察が試験をする
5. デビュー

という流れになっている。
型式試験の手数料は都道府県警察関係手数料条例で定められており、1機種につきパチンコでは約152万円、パチスロでは約181万円（いずれも内税）である。試験が終了すると型式試験結果書が交付される。機種名に「＊＊＊2」や「＊＊＊A」など、一見意味のない英数字などが付加されていることがあるが、これは一度試験を落ちた機種は同じ機種名で型式試験を受けられないので、再度試験に出す際に数字を振ったりアルファベットを振って別の機種扱いにしているためとされる。あるいは、確実に試験を通すために、僅かに仕様の異なる同様の機種を、末尾のみ異なる機種名で複数同時に試験に出す場合もあるようである。また、型式試験をクリアした機種でも実際にはさまざまな事情で発売されずお蔵入りになるケースも珍しくないため、「＊＊＊2」といった機種名であっても「＊＊＊1」は発売されていないケースも多い。なお、遊技機メーカー毎に形式試験の申請枠に上限があることから子会社を設立しサブブランドを立ち上げることにより多くの申請枠を確保するという手法が多くの遊技機メーカーで取り入れられている。
稀なケースだが、保通協の試験は通過したものの、各都道府県の公安委員会が認可せず設置不可になるケースもある。「＊＊県には＊＊＊＊という台が全く無い」というのはこういった理由からである。三重県では2000年までパチスロ機の設置を一切認めていなかった。2000年代中盤では秘宝伝（大都技研）が山梨県では設置が認められなかったケースなどがある。都道府県によっては、役物などに独自の規制を設けている場合もあり、そのためメーカー側が当該都道府県向けに独自のバージョンを投入するケースも見られる。例としてはニューモンロー（西陣、大当たり時に中央に置かれた女性の役物の服が脱げ裸になるのが売りだった）が京都府において設置が認められず、結局メーカーが女性の役物に水着を着せたバージョン（通称「京都バージョン」）を用意することで設置が認められた事例がある。

### その他の業務
都道府県警察向けのヘリコプターテレビ中継システムのコンサルティング・保全といった業務や、コンピュータ・フォレンジクス（デジタル・フォレンジック）関連の研究開発業務なども行っており、警察庁・消防庁などと共同でセミナーを開催したりもしている。

## 認定後に問題になった遊技機
| 機体名                                | メーカー                       | 問題 | 認定取り消し |
| ------------------------------------- | ------------------------------ | --- | ------------ |
| アニマル                              | アークテクニコ                 | プログラム上に問題があった | 取り消し     |
| リバティーベルIII・IV、センチュリー21 | ユニバーサル販売               | 7図柄を抽選結果に関係なく揃えることのできる構造。『世界全滅打法』という俗称があった。 |              |
| リノ                                  | ニイガタ電子精機               | 7図柄を抽選結果に関係なく揃えることのできる構造。俗称『ポロリンセット打法』。 | 取り消し     |
| コンチネンタル                        | ユニバーサル販売               | 基板外部からの信号（コインセレクター部分で発生）でボーナスが成立する事が発覚。俗称『4枚掛け攻略法』。                                                                                             | 取り消し     |
| 獣王・サンペイ                        | サミー                         | 抽選結果を次回のゲームでもコピー可能。俗称『コピー打法』。 |              |
| ネコde小判                            | アリストクラートテクノロジーズ | 抽選結果を次回のゲームでもコピー可能。俗称『コピー打法』。 |              |
| クレイジーレーサー                    | メーシー                       | 液晶操作ボタンでATゲームを無限に継続可能。 |              |
| ミリオンゴッド                        | ミズホ                         | 著しく射幸心をそそるおそれのある遊技機に認定された。出玉を穏やかにした代替機であるゴールドXにもバグによる攻略が発覚するなど（のちにさらに代替機としてゴールドXRとして登場）のトラブルが相次いだ。 | 取り消し     |
| サラリーマン金太郎                    | ロデオ                         | 著しく射幸心をそそるおそれのある遊技機に認定された。 | 取り消し     |
| アラジンA                             | サミー                         | 著しく射幸心をそそるおそれのある遊技機に認定された。 | 取り消し     |
| ダービー物語                          | 平和                           | 結果的に連荘を誘発する不正プログラムを同機に仕込んだとして、1993年に平和社員3名が風適法違反の疑いで埼玉県警に逮捕された。『ダービー物語事件』と呼ばれる。                                         |              |

### 社会不適合機
社会的不適合機とも表現される。保通協が台を検査して合格後に公安委員会が認定し普及していた機種でありながら、「過度の射幸心を煽る」「ギャンブル性が高い」という理由で、1996年にパチンコ業界団体から「社会不適合機」96機種が発表され、70万5000台が撤去された。

## 類似組織
遊技機の型式試験業務は長期間にわたり保安通信協会が業務を独占していたが、風営法第20条第5項に基づき遊技機の型式試験業務を扱う申請を出した組織は存在する。ただし、個々の理由により、申請の不許可・権利の返上をしているケースがほとんどである。
- 2010年、名古屋市のパチンコチェーン「玉越」の関係者らが中心となり、型式試験業務を扱うことを目標とした新たな一般社団法人日本遊技機型式検定機構を設立した。同年10月には警察庁に指定試験機関としての申請を受理されたが[5]、2011年4月28日付で不許可となった。理由として同機構の理事長が「玉越」の元取締役であること等が挙がっている[6]。

- 2013年2月4日、一般社団法人遊技機試験機構（名古屋市名東区）が指定試験機関としての認可を受けた[7]ものの、検査を実施できないまま指定を返上し、同年11月1日をもって指定試験機関から除外された[8]。

- 2018年8月6日、一般社団法人GLI Japan（東京都江東区）が指定試験機関としての認可を受けた[9]。GLI Japanは、アメリカに本社のある、カジノ関連機器の検査事業を行うGLI (Gaming Laboratories International) の日本法人。2020年9月、保安通信協会以外の組織として初のパチンコ機の試験適合を発表した。

## 批判
パチスロ4号機はストックの消去や、サブ基板を遠方から操作可能な構造となっていることから、これらの遊技機の試験を合格にした保通協批判もあった。パチスロ5号機のなかでも『ボンバーマンビクトリー』『スパイダーマン2』（いずれもサミー）など、役を意図的に外すことでゲームを継続させ（いわゆるリプパンはずし）保通協の試験時では確認できなかった出玉率を実現させている遊技機が出現している。これに対しても批判があったが、警察庁の内規変更により2007年9月以降に検定申請を行う機種については試験方法が変更されたため、リプパンはずしによる出玉率の向上は望めないこととなった。
役員に警察出身者が多く見られること（天下り）、競合する機関が2013年2月まで存在せず、非常に高コスト体質であること、検査の時間が異常にかかることなど、そのあり方はしばしば批判の対象となっている。